# Peter Kajlinger

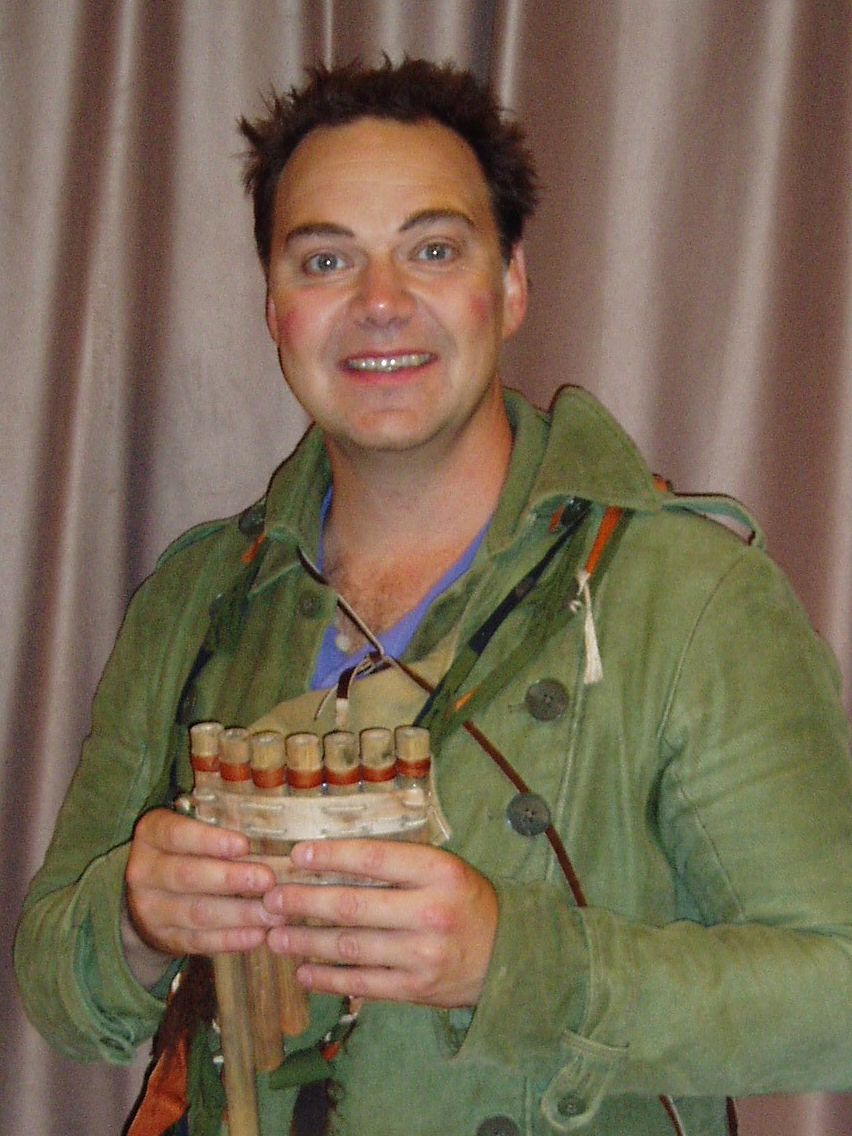
Peter Kajlinger, 2017

Peter Kajlinger (* 2. Dezember 1964) ist ein schwedischer Bariton.
Kajlinger erhielt seine Ausbildung an der Königlichen Oper in Stockholm. Erste Auftritte erfolgten am dortigen Opernstudio als Pacuvio, Alidoro und Dancairo. Am Königlichen Hoftheater sang er 1989 Leporello und Moralés. Ferner gastierte er in der Titelpartie von Mozarts Schauspieldirektor, als Papageno, Leporello und Figaro am Confidencen in Ulriksdal bei Stockholm sowie in der Titelrolle von Salieris Falstaff ossia Le tre burle am Schlosstheater Drottningholm.
Als Ensemblemitglied der Staatsoper Stuttgart war er von 1998 bis 2003 als Festordner und Slatogor in Pique Dame, Bill in Mahagonny, Marullo in Rigoletto, Marchese d´Obigny in La traviata, Taddeo und Haly in L’Italiana in Algeri, in verschiedenen Rollen in Al gran Sole und König Arthur sowie als Eustachio in Donizettis Die Irren aus Vorsatz, Duca d´Arcos in Masaniello furioso, Antonio in Le nozze di Figaro, Michelotto Cibo in Die Gezeichneten und Masetto in Don Giovanni zu hören. Am Feldkircher Musikfestival debütierte er in Österreich 2006 in der Rolle von Charles Verloc in The secret Agent. 2007 war er als Amonasro in Aida zum ersten Mal in Schweden zu hören. Im August 2008 sang er Scarpia in Tosca.

## Diskografie
- "Purpurbit" 2008, Bokbandet
- "Al gran Sole carico d´Amore" 2001, Teldec
- "Slaget om Dungen" 1999, Chalil Records

## Filmografie
- "Christina" 1988, Regie: Göran Järvefelt

| Personendaten    | Personendaten            |
| ---------------- | ------------------------ |
| NAME             | Kajlinger, Peter         |
| KURZBESCHREIBUNG | schwedischer Opernsänger |
| GEBURTSDATUM     | 2. Dezember 1964         |